# Rhombicosidodécaèdre métabidiminué
Pour les articles homonymes, voir J81.
Le rhombicosidodécaèdre métabidiminué est un polyèdre qui fait partie des solides de Johnson (J81). 
Comme son nom l'indique, il peut être obtenue à partir d'un rhombicosidodécaèdre auquel on a détaché deux coupoles décagonales (J5) dont l'une est adjacente à la face opposée. 
Les 92 solides de Johnson ont été nommés et décrits par Norman Johnson en 1966.